# Füllrate
Die Füllrate (engl. fill rate, fillrate) ist die Anzahl der Pixel oder Texel, die ein Grafikprozessor in einem bestimmten Zeitraum berechnen und in den Grafikspeicher schreiben kann. Sie wird dementsprechend in Mega- bzw. Gigapixel oder Gigatexel pro Sekunde angegeben.
Während Ende 1996 erhältliche Grafikchipsätze eine Füllrate im zweistelligen MT/s-Bereich aufwiesen (so hatte z. B. der Voodoo-Graphics-Chipsatz eine Füllrate von 45 MT/s), erzielt man im September 2007 fast um den Faktor 1000 höhere Füllraten (G80 mit etwa 39 GT/s). Eine weitere Dekade später sind die Füllraten um den Faktor 5 gestiegen (GM200 mit etwa 190 GT/s).
Bei modernen Grafikchips tritt, wie auch bei anderen Prozessoren, die theoretische Rechenleistung (FLOPS), aber auch die Füllrate immer mehr in den Hintergrund, und sie können daher nicht mehr als direkte Vergleichsbasis herangezogen werden. Die Füllrate ist hierfür zwar am besten geeignet, kann aber aufgrund der verschiedenen Formen, sie zu errechnen, auch nicht als eindeutiger Vergleichswert herangezogen werden. Zudem setzt der Wert voraus, dass der Prozessor immer mit 100 % Effizienz (ungeachtet seiner Anbindung an das Bus-System oder der Leistung der anderen Komponenten im System) arbeitet.